# Igreja da Grécia

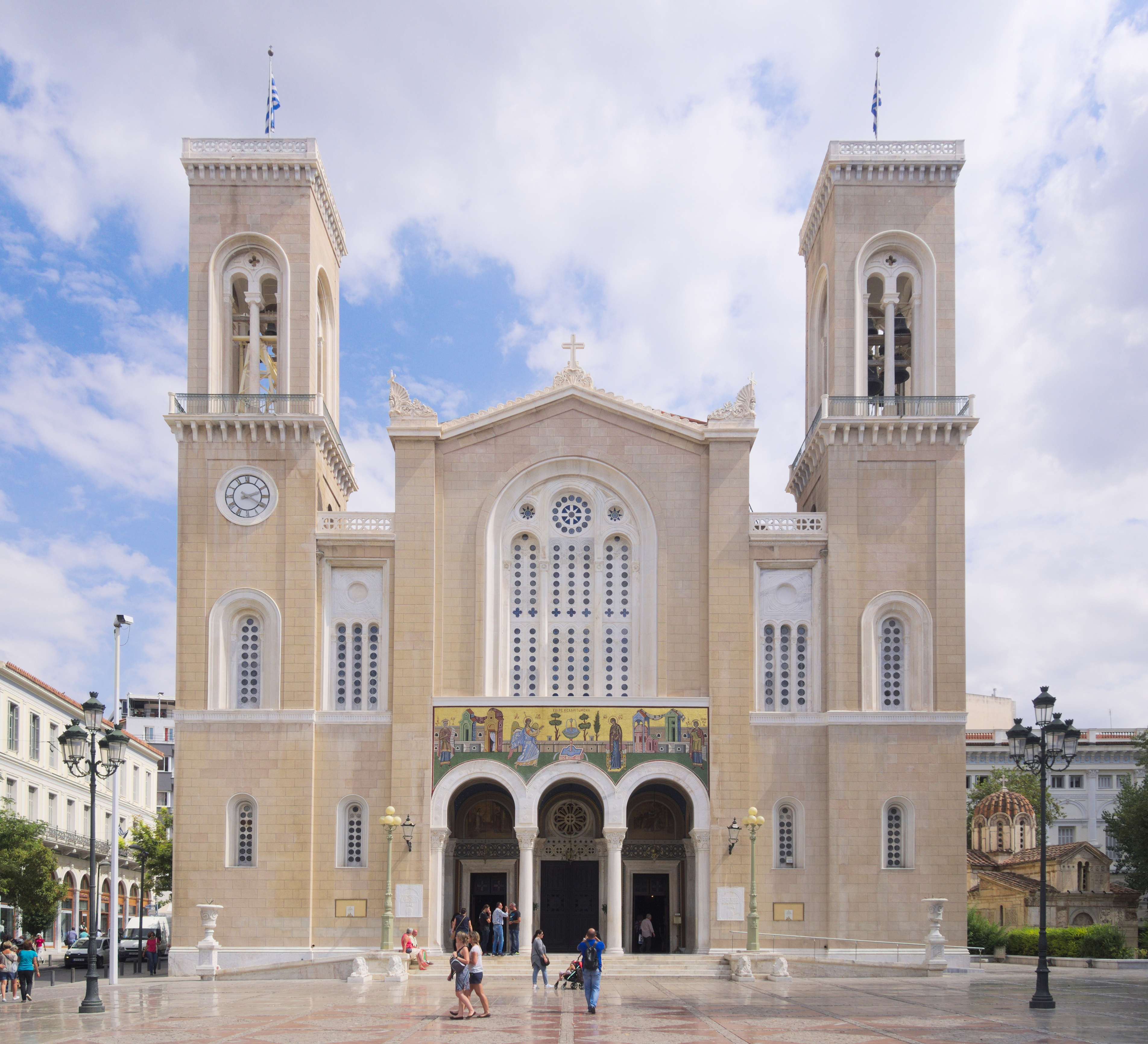
A Metrópole de Atenas em 2016, após o término das obras de reparação dos danos causados pelo terremoto de Atenas em 1999.

A Igreja da Grécia (em grego:  Ἐκκλησία τῆς Ἑλλάδος, transl.: Ekklisía tis Elládos) é uma igreja autocéfala sediada em Atenas, notadamente a igreja nacional da Grécia. Sua jurisdição corresponde às fronteiras da Grécia anteriores à Primeira Guerra Balcânica, mais uma parte do norte do país cedida em 1928, com o restante do país permanecendo sob a jurisdição do Patriarcado de Constantinopla. Seu primaz é o Arcebispo de Atenas, posto hoje ocupado por Jerônimo II, eleito em 2008.

## História
O cristianismo foi introduzido na Grécia ainda no ano 50, por Paulo de Tarso, que funda ele mesmo a igreja de Atenas no ano de 52, como consta na Bíblia:
«Paulo, em pé, no meio do Areópago, disse: "Homens de Atenas, em tudo vos vejo muitíssimo religiosos. Percorrendo a cidade e considerando os monumentos de vosso culto, encontrei também um altar com esta inscrição: 'A um Deus desconhecido.' O que adorais sem o conhecer, eu vo-lo anuncio!"» (Atos 17:22–23) 
A Grécia rapidamente se tornou um dos antigos centros da Cristandade, com diversos apóstolos passando por seu território e livros do cânone do Novo Testamento tendo importantes ligações ao atual território, com epístolas paulinas dedicadas às comunidades de Corinto, Filipos e Salonica, em seu atual território, e o Livro do Apocalipse escrito na ilha de Patmos. Sua igreja local esteve subordinada ao Patriarcado Ecumênico, que em 381, no Primeiro Concílio de Constantinopla, recebeu a primazia da honra sobre o Oriente. Visto isso, por muitos séculos o centro do cristianismo grego esteve em Constantinopla, capital do Império Bizantino brevemente retida pelo Império Latino quando este chegou a conquistar parte do território grego. Neste período, a Ortodoxia subsistia no Despotado do Epiro, enquanto bispos gregos eram expulsos de suas dioceses e, em seu lugar, eram nomeados bispos latinos. Com a expulsão dos cruzados, no entanto, isto foi revertido.
Durante o domínio pelo Império Otomano a partir da queda de Constantinopla em 1453, os governantes muçulmanos deram certa liberdade aos cristãos em seu território, já tendo submetido toda a Grécia a seu controle em 1460, com o rendimento do Castelo Salmênico e a queda do Despotado da Moreia. Neste período, foram concedidos ao Patriarcado Ecumênico amplos poderes políticos como millet-başı (etnarca) dos rumes.
Influenciados pela onda nacionalista que se espalhou pela Europa, o sentimento antiotomano por parte dos gregos se intensificou no século XVIII, resultando finalmente na Revolução Grega, que libertou o sul da atual Grécia do jugo otomano, dando origem à Primeira República Helênica em 1822. Em 1833, após a instalação de uma monarquia no país, regentes bávaros agindo em nome do Rei Oto declararam autocefalia da Igreja nacional, o que só seria finalmente reconhecido pelo Patriarca Ecumênico em 1850.
A Ortodoxia grega vinha se enfraquecendo ao longo do século XIX, prejudicada pelo descaso por parte do governo, mas passou por dois grandes movimentos de reavivamento: o Anaplasis na década de 1880 e o Zoë, fundado em 1911. Em 1928, após o fim do Império Otomano, o Patriarcado Ecumênico cedeu 35 dioceses à administração da Igreja da Grécia, apesar de estas permaneceram canonicamente território do Patriarcado. Durante a Segunda Guerra Mundial e a Guerra Civil da Grécia, igrejas foram queimadas e centenas de padres e monges foram mortos, tanto por alemães quanto por comunistas, mas houve um reerguimento geral, com a atual população ortodoxa do país estimada entre 88% e 94%.

## Hierarquia

### Metropolitas diocesanos
- Metrópole da Etólia-Acarnânia: Kosmas Papachristou (2005–)
- Metrópole da Argólida: Νεκτάριος Αντωνοπουλος (2013-)
- Metrópole de Arta: Ignatios Alexiou (1988–)
- Metrópole de Cefalônia: Dimitrios Argyros (2015-)
- Metrópole de Cálcis, Istieia e Espórades: Chrysostomos (Konstantinos) Triantafyllou (2001–)
- Metrópole de Corfu, Paxos e das Ilhas Diapontianas: Nektarios (Dimitrios) Dovas (2002–)
- Metrópole de Corinto: Dionysios (Dimitrios) Mantalos (2006–)
- Metrópole de Demétrias e Almírio: Ignatios (Panagiotis) Georgakopoulos (1998–)
- Metrópole de Élida e Oleni: Germanos (Ioannis) Paraskevopoulos (1981–)
- Metrópole de Glifáda e Exoni: Pavlos (Efstratios) Tsaousoglou (2002–)
- Metrópole de Gortina e Megalópolis: Ieremias Foundas (2006–)
- Metrópole de Giteio e Itilo (Metrópole de Mani desde 2010): Chrysostomos (Dimitrios) Korakitis (1996–)
- Metrópole de Hidra, Spetses e Egina: Ephraem (Evangelos) Stenakis (2001–)
- Metrópole de Calávrita e Egiália: Amvrosios (Athanasios) Lenis (1978–)
- Metrópole de Carpenisi: Nikolaos Drosos (1979–)
- Metrópole de Caristo e Esquiro: Seraphim (Sokrates) Roris (1968–)
- Metrópole de Cesariani, Vírnoas e Hímeto: Daniel (Dionysios) Pourtsouklis (2000–)
- Metrópole de Cifíssia, Marusi e Oropo (criada em 2010 a partir da Metrópole de Ática): Kyrillos (Konstantinos) Misiakoulis 1 (2010–)
- Metrópole de Citera: Seraphim (lambros) Stergioulis (2005–)
- Metrópole de Ílio, Acarnes e Petrúpolis (criada em 2010 a partir da Metrópole de Ática): Athenagoras (Georgios) Dikaiakos 1 (2010–)
- Metrópole de Lárissa e Tyrnavos: Ignatios (Iakovos) Lappas (1994–)
- Metrópole de Lêucade e Ítaca: Theofilos (Konstantinos) Manolatos (2008–)
- Metrópole de Mantineia e Kynouria: Alexandros Papadopoulos (1995–)
- Metrópole de Mégara e Salamina: Konstantinos Giakoumakis (2014–)
- Metrópole de Mesogeia e Lavreotiki: Nikolaos Hatzinikolaou (2004–)
- Metrópole de Messênia: Chrysostomos (Georgios) Savvatos (2007–)
- Metrópole de Monemvasia e Esparta: Eustathios (Konstantinos) Speliotis (1980–)
- Metrópole de Lepanto e Agios Vlasios: Hierotheos Vlachos (1995–)
- Metrópole de Nea Ionia e Filadélfia: Gabriel (Georgios) Papanicolaou (2014-)
- Metrópole de Nova Esmirna: Symeon (Periklis) Koutsas (2002–)
- Metrópole de Niceia: Alexios Vryonis (1995–)
- Metrópole de Paronaxia (Paros, Naxos e Antiparos) : Kallinikos (Nikolaos) Demenopoulos (2008–)
- Metrópole de Patras: Chrysostomos (Christos) Sklifas (2005–)
- Metrópole de Peristeri: Chrysostomos (Gerasimos) Zafyris (1978–)
- Metrópole de Fócida: Theoktistios (Theodore) Kloukinas (2014-)
- Metrópole de Ftiótida: Nikolaos Protopappas (1996–)
- Metrópole de Pireu: Seraphim Mentzenopoulos (2001–)
- Metrópole de Stagi e Metéora: Seraphim Stefanou (1991–)
- Metrópole de Siro, Tinos, Andros, Ceos e Milos: Dorotheos Polykandriotis (2001–)
- Metrópole de Tessaliótida, Fanari e Fársala: Timotheos (Nikolaos) Anthis (2014–)
- Metrópole de Tebas e Livadeia: Georgios Matzouranis (2008–)
- Metrópole de Tira, Amorgos e as Ilhas: Epiphanios (Michael) Artemis (2003–)
- Metrópole de Trifília e Olímpia: Chrysostomos (Alexandros) Stavropoulos (2007–)
- Metrópole de Trikke e Stagi (a Metrópole de Trikke foi separada da de Stagi em 1981 mas ainda carrega este nome]]): Alexios (Theodoros) Mihalopoulos (1981–)
- Metrópole de Zacinto e Estrófades: Dionysios (Dimitrios) Sifnaios (2011–)

### Metropolitas titulares
- Metrópole de Euripo: Vasileios Panagiotakopoulos (2000–)
- Metrópole de Aqueloo: Euthymios Stylios (2000–)
- Metrópole de Stavropigi: Alexandros Kalpakidis (2000–)
- Metrópole de Acaia: Athanasios Hatzopoulos (2007–)

### Bispos titulares
- Diocese de Cristópolis: Petros Daktylidis (1995–)
- Diocese de Velestino: Damaskinos (Ioannis) Kasanakis (2003–)
- Diocese de Coroneia: Panteleimon Kathreptidis (2003–)
- Diocese de Neochori: Pavlos Athanatos (1995–)
- Diocese de Maratona: Meliton Kavatsiklis (1995–)
- Diocese de Termópilas: Ioannis Sakellariou (2000–)
- Diocese de Fanari: Agathangelos (Vasileios) Haramantidis (2003–)
- Diocese de Fotice: Dionysios (Dimitrios) Siphneos (2010–)
- Diocese de Tânagra: Polykarpos Chrysikos (2010–)
- Diocese de Cristianópolis: Prokopios Petridis (2010–)
- Diocese de Elêusis: Dorotheos Mourtsoukos (2009–)
- Diocese de Rentina: Seraphim Kalogeropoulos (2009–)
- Diocese de Andrusa: Theoklitos (Theodoros) Kloukinas (2009–)
- Diocese de Epidauro: Kallinikos (Konstantinos) Korombokis (2009–)
- Diocese de Oleni: Athanasios (Aristedis) Bahos (2009–)